# Thanksgiving (Brooklyn Nine-Nine)
"Thanksgiving" es el décimo episodio de la primera temporada de la serie de comedia de televisión estadounidense Brooklyn Nine-Nine. Fue escrito por el coproductor ejecutivo Luke Del Tredici y dirigido por Jorma Taccone, transmitido por Fox en los Estados Unidos el 26 de noviembre de 2013.

## Trama
Es Acción de Gracias, y Amy Santiago (Melissa Fumero) prepara la cena para la comisaría de su apartamento en un intento de que Raymond Holt (Andre Braugher) sea su mentor. Esto enfurece a Jake Peralta (Andy Samberg), que odia el día festivo. Peralta intenta que Holt asigne más casos para evitar la cena y le dicen que si resurge algún caso, puede dejar la cena.
Antes de que comience la cena, Holt recibe una notificación de que alguien ha robado dinero del casillero de pruebas, para alegría de Peralta, y ambos se van a investigar. Encuentran al hombre que lo robó debido a su técnica única, revelando que lo robó para una organización criminal que opera en un casino chino. Peralta y Holt entran al casino y logran arrestar a la pandilla. Peralta luego admite a Holt que odia el Día de Acción de Gracias debido a la ausencia de sus padres en acción de gracias. Holt le asegura que necesita unirse a ellos para así formar un mejor recuerdo con su "nueva familia".
Mientras tanto, la cena termina desordenada porque la comida de Santiago es mal recibida, lo que enfurece a Terry Jeffords (Terry Crews) ya que necesita una cierta cantidad de calorías para mantener su masa muscular. Amy también descubre que todos tiraron su comida en el baño y se fueron a un bar. Sin embargo, Amy intenta ser imprudente y termina destruyendo un estante, lo que hace que las echen. De vuelta en la comisaría, Holt le dice que ha leído su discurso planeado y le asegura que es genial. El episodio termina con la cena de Acción de Gracias en el precinto.

## Recepción

### Espectadores
En su transmisión estadounidense original, "Thanksgiving" fue visto por aproximadamente 3,69 millones de espectadores domésticos y obtuvo una participación de audiencia de 1,5 / 4 entre los adultos de entre 18 y 49 años, según Nielsen Media Research. Este fue un aumento del 9% en la audiencia del episodio anterior, que fue visto por 3,36 millones de espectadores con un 1,5 / 4 en la demografía de 18 a 49 años. Esto significa que el 1,5 por ciento de todos los hogares con televisores vieron el episodio, mientras que el 4 por ciento de todos los hogares que veían televisión en ese momento lo vieron.

### Revisiones críticas
"Acción de Gracias" tuvo una acogida mayormente positiva por parte de la crítica. Roth Cornet de IGN le dio al episodio un "excelente" 8.0 sobre 10 y escribió: «Los episodios de días festivos pueden ser complicados, y Brooklyn Nine-Nine ahora ha abordado con éxito tanto Halloween como el Día de Acción de Gracias. Si hay algo que a la comedia de primer año le encanta hacer , es enseñarle a Peralta que es más fuerte como parte del equipo. Este episodio sirve como un gran recordatorio tanto para ese personaje como para el espectador de que, por muy atractivos que sean los jugadores individuales, este grupo realmente brilla cuando funciona como una unidad». 
Molly Eichel de The A.V. Club le dio al episodio una calificación de "B +" y escribió: «¿La gente real odia los días festivos tanto como los odian los personajes de las comedias? Los episodios de Acción de Gracias son una forma de unir al elenco en la celebración, sin que el desorden y el decoro de la religión agobien los procedimientos, y luego asediarlos con el desastre. Por lo tanto, es una opción interesante separar a Peralta y Holt de su propia historia cuando el resto del recinto permanece unido como una sola unidad. La estructura funciona para mantener a Peralta en el centro de su propia trama, lo que permite para aprender una lección y reunirse con los demás al final. Es una perspectiva complicada para un programa como Brooklyn Nine-Nine, donde el conjunto es mucho más divertido de ver que su personaje principal. Pero la pareja de Peralta y Holt salva el episodio de dos historias en duelo, donde el conjunto podría eclipsar al talento principal».
Alan Sepinwall de HitFix escribió: «Durante la mayor parte de esta primera temporada, he estado hablando de episodios en los que un elemento no funcionó, pero otros lo compensaron, o donde las cosas tal vez no funcionaron como un todo pero las piezas individuales sí lo fueron. lo suficientemente divertido como para llevarlo todo. 'Acción de Gracias' fue el primer episodio del programa en el que no tuve ninguna reacción de 'Sí, pero...', tal vez porque estaba demasiado ocupado riendo con frecuencia en cada escena. La serie todavía tiene espacio para crecer, pero esta fue una primera entrega realmente satisfactoria y divertida, fácilmente mi favorita hasta la fecha». Aaron Channon de Paste le dio al episodio un 8.5 sobre 10 y escribió: «Los resultados son un especial de Acción de Gracias totalmente en el estilo y la personalidad que Brooklyn Nine-Nine ha establecido (ruidoso, incómodo, un poco asqueroso pero muy divertido) mientras usa suficiente "schmaltz" (sentimentalismo) para construir aún más el amor de la audiencia por los personajes. Holt sale de su caparazón, Peralta aprende el verdadero significado de Acción de Gracias, Santiago recibe la aprobación de Holt, y Boyle impresiona aún más a Díaz. Y, lo mejor de todo, tenemos un gran espectáculo».